# 芬克爾斯巴赫河
50°49′6.06″N 6°14′23.36″E / 50.8183500°N 6.2398222°E
芬克爾斯巴赫河（德語：Finkelsbach），是德國的河流，位於該國西部，流經北萊茵-威斯特法倫州，屬於因德河的左支流，河道全長1.1公里，河口處在埃施韋勒。